# 高電社
 株式会社高電社（こうでんしゃ、英文社名Kodensha Co., Ltd. ）は、東京都千代田区に本社を置くソフトウェア開発会社である。

## 概要
主な業務内容は、翻訳ソフト開発販売、モバイル・インターネット関連コンテンツ開発販売・ASPサービス（アプリケーションサービスプロバイダ）、パソコン周辺機器及びOS販売である。
中国語(簡体字・繁体字）及び韓国語の翻訳ソフトで知られる。
LINE、エキサイト翻訳などのポータルサイトや翻訳サービスなどで最大42言語の機械翻訳がある。
本社のほかに、大阪支店（旧大阪本社）が大阪府阿倍野区昭和町3-7-1 に所在。

## 沿革
- 1979年（昭和54年）7月 - 岩木電気工事（株）技術部門2課を分離独立させ、高電社を設立。パソコンソフト開発とハード販売に手掛ける。
- 1982年（昭和57年）11月 - 組織を法人化し、株式会社高電社となる。
- 1983年（昭和58年）4月 - 東京支店を設立。
- 1984年（昭和59年）11月 - 事業拡張のため本社点を大阪市阿倍野区へ移転。
- 1998年（平成10年） 8月 - 通商産業省（現経済産業省）情報化月間推進会議より優秀情報処理システム表彰受賞。
- 1999年（平成11年） 1月 - 韓国KBSより産業技術賞を受賞。
- 2004年（平成16年） 4月 - 上海事務所開設。
- 2006年（平成18年） 7月 - 「高電社オンラインショップ」リニューアルオープン
- 2008年（平成20年） 3月 - 携帯電話用翻訳サービス「J-SERVERポケット」が、アジア太平洋機械翻訳協会(AAMT)第三回長尾賞を受賞。
- 2012年（平成24年） 6月 - 一般労働者派遣事業許可を取得。(許可番号：般 27 – 301866)
- 2013年（平成25年） 4月 - グランフロント大阪ナレッジキャピタル8F K820に大阪オフィスをオープン。
- 2015年（平成27年） 11月 - 株式会社高電社と株式会社高電社販売が合併し、株式会社高電社となる。
- 2020年（令和2年） 2月 - 東京都千代田区隼町に本社移転し、大阪本社を大阪支社に変更

## 主な製品の開発・販売
- 1982年（昭和57年）5月 - 日本初の日本語ワープロ「マイレター」
- 1984年（昭和59年）5月 - 給与計算ソフト「給与計算ゴールド」
  - 韓国語ワープロ「マイレター韓国語」
- 1985年（昭和60年）4月 - 英独仏ワープロ「TechnoMate」
- 1992年（平成4年） 3月 - 日本政府ODAでモンゴル語ワープロ
- 1993年（平成5年） 8月 - パソコン通信ソフト「SuperTalkでんでん」。
- 1995年（平成7年） 8月 - 翻訳機能付インターネット通信ソフト「WorldNet/EJ」
- 2000年（平成12年） 8月 - ASPサイト「翻訳ステーションJ-SERVER」(ソリューション)
  - 12月 - 携帯端末向け翻訳サイト「J-SERVERポケット」
- 2001年（平成13年） 2月 - J-SERVERポケット Jフォン（現ソフトバンクモバイル）・KDDI公式サイトサービス
  - 7月 - 11ヶ国語音声合成ソフト「ワールドボイス」
- 2002年（平成14年） 3月 - 中国語入力ソフト「ChineseWriter V6」
  - Windowsケータイ用日韓・韓日翻訳ソフト「翻訳ウォーカー j・seoul」
- 2003年（平成15年） 2月 - 韓国語統合ソフトウェア「Korean Writer V5」
  - 日韓・韓日翻訳ソフト「j・Seoul V6」、「j・Seoul V6+韓国語OCR」
  - Windowsケータイ用日中・中日翻訳ソフト「翻訳ウォーカー j・北京」
  - 韓国語・朝鮮語OCRソフト「アルミ6.0」
  - 4月 - 日中・中日翻訳ソフト「j・北京 V4」、「j・北京 V4＋中国語OCR」
  - 7月 - 検索サイトのエキサイト(Excite)にて中国語テキスト翻訳サービス
- 2004年（平成16年） 4月 - 日英・英日翻訳ソフト「翻訳J・E・T」,「翻訳J・E・T PRO」
- 2005年（平成17年） 4月 - 日韓・韓日翻訳ソフト「j･SeoulV7」、「j･SeoulV7+韓国語OCR」
  - 7月 - 韓国語統合ソフトウェア「KoreanWriterV6」
  - 8月 - 小学館のポケットプログレッシブ韓日・日韓辞典を同梱「j･SeoulV7 小学館辞典付」、「j･SeoulV7+韓国語OCR 小学館辞典付」
  - 11月 - 中国語統合ソフトウェア「ChineseWriter8 MASTER」、「ChineseWriter8」
- 2006年（平成18年） 7月 - 「j･北京パーソナル」「j･Seoulパーソナル」開発・発売。
- 2007年（平成19年） 3月 - 携帯電話用翻訳メールサービス「しゃべるメールサービス」をSoftBank公式サイトとしてサービス開始。
  - 中国語統合ソフト「ChineseWriter9」
  - NTTコミュニケーションズ株式会社の「OCN翻訳」にサービスを提供。
  - 11月 - Windowsケータイ用旅行会話文例ソフト「トラベルウォーカー 中国」
- 2008年（平成20年） 3月 -  イントラネット翻訳SaaS(中国語版）
  - J-SERVER WebReader(日・英・中・韓）
  - 10月 - 中国語検定試験の過去問題を忠実に再現した「中国語検定 過去問WEB」サービス開始。
- 2009年（平成21年）4月 - 音声読み上げソフト「WorldVoice 日中英韓」
  - NTTドコモ用に「小学館中国語辞典」を公開。
  - 5月 - オムロンソフトウェア株式会社と中国語・韓国語文書作成ソフトウェアについて協業を発表。
  - 6月 - 「excite翻訳」に韓国語翻訳エンジンを提供、サービスを開始。
  - 10月 - iPhone対応　英和・和英・国語辞典アプリ「DicWalker」アプリケーション
  - Android対応辞書（英和・和英・国語）アプリケーション
- 2010年（平成22年） 4月 -  韓日翻訳ソフト「j・SeoulV8」
  - 10月 - 韓国語学習ソフト「KoreanWriter7」
- 2011年（平成23年） 4月 -  中国語翻訳ソフト「J北京7」
- 2012年（平成24年） 2月 -  中国語統合ソフト「ChineseWriter10」
  - 4月 - 翻訳ソフト「J北京パーソナル2」「Jソウルパーソナル2」
  - 6月 - iPhone対応　中国語国語辞典アプリ『中中辞典「現代漢語大詞典」』iPhoneアプリ
  - 11月 - 企業向けイントラネット翻訳サーバー「J-SERVER Enterprise V3」(ソリューション)
- 2013年（平成25年） 2月 -  中国語（日中・中日）特許翻訳ソフト「J北京 特許翻訳エディション」
  - 5月 - 「エキサイト中国電子新聞」販売代理店
  - 10月 - iPhone対応　英和・和英・国語辞書 「大修館ジーニアス・明鏡MX2統合辞典」iPhoneアプリ
  - 11月 - Android対応　Wnn Keyboard Lab連携　翻訳アプリ　「翻訳キーボード」Androidアプリ
  - 11月 -  サーバー組み込み型自動翻訳エンジン「J-SERVER Advance 中国語特許エディション」(ソリューション)
- 2014年（平成26年） 1月 -  韓国語翻訳ソフト「Jソウル9」
  - 3月 - iPhone対応　中国語声調トレーニングアプリ 「見える四声 中国語声調マスター」iPhoneアプリ
  - 7月 - オンラインで24時間365日プロの翻訳者に依頼できる33言語対応の「オンライン翻訳 by 高電社」サービス開始。
  - 10月 -  ４か国語対応 音声読み上げソフト「WorldVoice 日中英韓2」
- 2015年（平成27年） 2月 -  企業向けイントラネット翻訳支援システム「J-SERVER Office Biz.」(ソリューション)
  - 6月 - 企業向けクラウド翻訳サービス「J-SERVER Office Biz.クラウド」(ソリューション）
- 2016年（平成28年） 10月 -  中国語統合ソフト「ChineseWriter11」
  - 12月 - 多言語翻訳放送システム「J-SERVER Guidance(構内用)」
- 2018年（平成30年） ７月 -  ホームページ自動翻訳サービス「Ｍｙサイト翻訳プレミアム」を提供開始
- 2020年（令和2年） 10月 -  AI翻訳サービス「kode-AI翻訳」開発・発売。